# Anugerah Juara Lagu
Anugerah Juara Lagu är en årlig malaysisk musiktävling. Den har hållits varje år sedan den första upplagan år 1986.

## Vinnare
- 1986: Francissca Peter med "Sekadar di Pinggiran"
- 1987: Zaiton Sameon med "Menaruh Harapan"
- 1988: Ramlah Ram med "Kau Kunci Cintaku di Dalam Hatimu"
- 1989: Search med "Isabella"
- 1990: Aishah med "Janji Manismu"
- 1991: Mega med "Takdir Dan Waktu"
- 1992: Nash med "Pada Syurga Di Wajahmu"
- 1993: Fauziah Latiff med "Teratai Layu Di Tasik Madu"
- 1994: M. Nasir med "Tanya Sama Itu Hud Hud"
- 1995: Aishah med "Cinta Beralih Arah"
- 1996: Siti Nurhaliza med "Jerat Percintaan"
- 1997: M. Nasir & Jamal Abdillah med "Ghazal Untuk Rabiah"
- 1998: Siti Nurhaliza med "Cindai"
- 1999: M. Nasir med "Andalusia"
- 2000: Siti Nurhaliza med "Balqis"
- 2001: Yasin Sulaiman[1] med "Mimpi Laila"
- 2002: Nurul & Ajai med "Keliru"
- 2003: Misha Omar med "Bunga-bunga Cinta"
- 2004: Spider med "Rela Ku Pujuk"
- 2005: Jaclyn Victor med "Gemilang"
- 2006: Adibah Noor med "Terlalu Istimewa"
- 2007: Estranged med "Itu Kamu"
- 2008: Meet Uncle Hussain med "Lagu Untukmu"
- 2009: Aizat Amdan med "Pergi"
- 2010: Ana Raffali med "Tolong Ingatkan Aku"
- 2011: Hafiz med "Awan Nano"
- 2012: Aizat Amdan (performed as replacer for Yuna) med "Terukir Di Bintang"
- 2013: Hafiz med "Bahagiamu Deritaku"
- 2014: Joe Flizzow & Sonaone  med "Apa Khabar"
- 2015: Akim & The Magistrate  med "Potret"
- 2016: Dayang Nurfaizah  med "Lelaki Teragung "
- 2017: Hael Husaini med "Jampi"
- 2018: Hael Husaini & Dayang Nurfaizah med "Haram"
- 2019: Naim Daniel med "Sumpah"